# Јунион Сити (Џорџија)
Јунион Сити (енгл. Union City) град је у америчкој савезној држави Џорџија. По попису становништва из 2010. у њему је живело 19.456 становника.

## Демографија
Према попису становништва из 2010. у граду је живело 19.456 становника, што је 7.835 (67,4%) становника више него 2000. године.
| Група             | 2000.         | 2010.          |
| Белци             | 2.690 (23,1%) | 1.667 (8,6%)   |
| Афроамериканци    | 8.057 (69,3%) | 16.005 (82,3%) |
| Азијати           | 147 (1,3%)    | 170 (0,9%)     |
| Хиспаноамериканци | 607 (5,2%)    | 1.368 (7,0%)   |
| Укупно            | 11.621        | 19.456         |